# Wugigarra yirgay
Wugigarra yirgay là một loài nhện trong họ Pholcidae. Loài này được phát hiện ở Queensland.